# Carl Theodor von Seyssel d’Aix

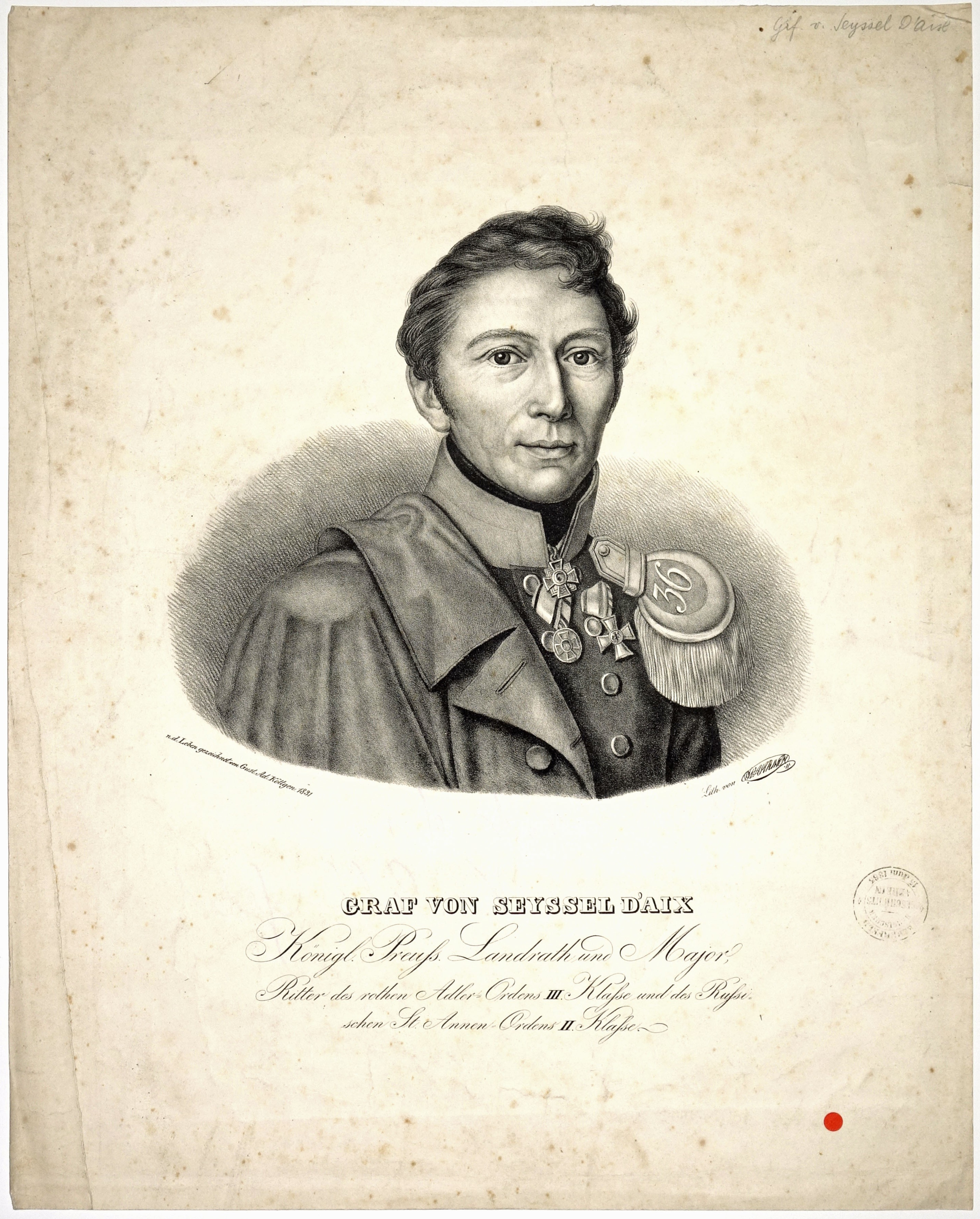
Carl Theodor von Seyssel d’Aix

Carl Theodor Graf von Seyssel d’Aix (* 20. Juni 1780 in Düsseldorf-Bilk; † 26. April 1863 in Koblenz) war ein preußischer Offizier sowie bergischer und preußischer Verwaltungsbeamter.

## Leben

### Kindheit und Ausbildung
Carl Theodor Seyssel d’Aix entstammt einer dem Savoyer Uradel angehörenden Dynastie. Sein Vater war der bayerische Kämmerer und General Maximilian Claudius Maria Graf von Seyssel d’Aix (1742–1816), seine Mutter die Friderica Augusta Albertine geb. Freiin von Reitzenstein (1739–1816). Zehnjährig trat Carl Theodor als Sekondeleutnant in das Ansbach’sche Füsilier-Bataillon von Reitzenstein ein. Als Folge des Verkaufs der Fürstentümer Bayreuth und Ansbach an Preußen (1791) wechselte er 1792 in dessen Dienste. 1799 erhielt er seine Ernennung zum Premierleutnant, 1806 zum Stabskapitän. Mit dem 9. April 1808 schied er dann auf eigenen Antrag aus dem preußischen Militär.

### Seyssel im Rheinland
Seyssel übersiedelte ins Rheinland, als ihm Johann Franz Joseph von Nesselrode-Reichenstein zum 1. Juni 1808 die Stellung des Divisionschefs (Abteilungsleiter) im Innenministerium des Großherzogtums Berg angeboten hatte und er dieses Amt nach Ernennung durch Großherzog Joachim Murat antrat.:94 Aus dieser Position heraus übernahm er ab dem 1. Januar 1809 die kommissarische Verwaltung des Arrondissements Elberfeld-Duisburg-Wesel. Mit dem 1. Mai 1809 folgte die Ernennung zum receveur général (Arrondissements-Steuerempfänger) mit dem Sitz in Mülheim/Rhein, bevor er am 19. März 1813 zum Unterpräfekten des Arrondissements Elberfeld-Duisburg-Wesel im Rhein-Departement befördert wurde. Zu dessen Aufgaben gehörte die Verhaftung der Eltern geflüchteter Kriegsdienstpflichtiger, um diese zur Rückkehr zu bewegen.:94 Napoleons jüngerem Bruder Jérôme Bonaparte, damaliger König von Westphalen, musste Seyssel bei einem Zwischenhalt in Elberfeld aufwarten, als dieser im Herbst 1813 nach Paris flüchtete.:94 Die von dem einrückenden französischen General Rigaud angeordnete Sprengung der Haspeler Brücke konnte Seyssel während dieser Phase ebenso abwenden, wie die Forderung Jacques Claude Beugnots, sechs angesehene Elberfelder Bürger verhaften und nach Düsseldorf bringen zu lassen.:95 Unter dem preußischen Staatsrat Justus von Gruner, der ab Ende des Jahres 1813 die nunmehr Generalgouvernement Berg genannte Verwaltung des bisherigen Großherzogtums Berg übernahm und ab Februar 1814 Gouverneur des Generalgouvernements Mittelrhein wurde, durfte Seyssel nicht nur im Staatsdienst verbleiben, sondern wechselte vielmehr mit Gruner vom 1. Februar bis zum 15. Juni 1814 als Gouvernementsrat zum Generalgouvernement Mittelrhein. Seyssel kannte Gruner bereits seit dem Jahr 1800.:95 Zum 3. Dezember 1814 erhielt Seyssel d’Aix dann die Bestallung als Kreisdirektor in Elberfeld, womit die späteren Kreise Elberfeld, Solingen und Wipperfürth eingeschlossen waren.:95:71 Die Ernennung als landrätlicher Kreiskommissar folgte am 23. April 1816. Zumindest vorübergehend wurde er dabei auch mit der Verwaltung des Kreises Solingen beauftragt,:100:231 bevor dort im Juni 1816 Wilhelm von Voss zunächst kommissarisch und ab Januar 1817 auch definitiv die Stelle einnahm.

### Landrat des Kreises Elberfeld
Seyssel d’Aix war der erste preußische Landrat des Kreises Elberfeld. Nach seiner formellen Ernennung am 12. Januar 1817 bekleidete er diese Stellung über fast 31, unter Einschluss der vorausgegangenen Dienstjahre sogar 33 Jahre. Seit dem 2. Oktober 1820 leitete er in Vertretung auch das Landratsamt Mettmann, bis zu der Vereinigung der beiden Kreise zum 1. November 1820. Mit dem 30. September 1847 trat er auf eigenen Antrag (Allerhöchste Kabinettsorder (AKO) vom 2. Juli 1847) in den Ruhestand.

## Familie
Der katholische Carl Theodor Seyssel d’Aix heiratete am 23. Februar 1806 in erster Ehe Ernestine von Crailsheim, verwitwete von Holz (* 6. März 1781 Frühstockheim; † 1. Juni 1815 in Elberfeld). Die gemeinsame Tochter Maria (* 30. Oktober 1821 in Elberfeld; † 26. Juli 1900 in Düsseldorf) heiratete am 17. April 1852 in Koblenz Constantin von Briesen.
In zweiter Ehe am 17. April 1820 in Elberfeld die der evangelisch-reformierten Kirche angehörende Adelheid Peltzer (* 23. Oktober 1798 in Elberfeld; † 1882 in Koblenz:101). Ihre Kinder wurden evangelisch erzogen. Adelheid Seyssel d’Aix war die Tochter des Großhändlers Wilhelm Peltzer, den er um 1815 kennengelernt hatte. Nach Grote wurde Carl Theodor Seyssel d’Aix am 20. Juni 1780 auf der früheren Wasserburg Haus Goor bei Gelsenkirchen-Hessler geboren, das sich aber lediglich bis zu seinem Verkauf durch ihn selbst im Jahr 1847 in Familienbesitz befand und das später als Folge der industriellen Entwicklung des Ruhrgebiets abgebrochen wurde.:93

## Ehrungen
- 1814: Verleihung des russischen St. Annen-Orden 2. Klasse[1]:95
- Mai 1815: Wahl zum Abgesandten der Stadt Elberfeld anlässlich einer Huldigung von König Friedrich Wilhelm III. in Hanau (Ablehnung durch ihn auf Grund der Erkrankung seiner Frau)[1]:97
- 1838: Verleihung des Roten Adler Ordens 2. Klasse mit Eichenlaub
- 1840: Verleihung des Titels Geheimer Regierungsrat
- 1842: Verleihung des Sterns zum Roten Adlerorden 2. Klasse
- 1842: Ernennung zum Obristleutnant[1]:103